# Lamazère
Lamazère é uma comuna francesa na região administrativa de Occitânia, no departamento de Gers. Estende-se por uma área de 7,47 km². Em 2010 a comuna tinha 128 habitantes (densidade: 17,1 hab./km²).